# Ignacio López Hernández
Ignacio López Hernández (* México - † 3 de mayo de 1988 en Guadalajara, Jalisco, México) fue un empresario mexicano que fungió como presidente del Club Deportivo Guadalajara de 1944 a 1948.
En 1932 fundó la fábrica de dulces y chocolates «"El Águila Azteca"», empresa de la cual fue director general hasta el día de su muerte. Se casó el 16 de febrero de 1933 con Rebeca Godínez Arizaga, y fruto de esta relación nacieron su 3 hijos, Ignacio Augusto, Víctor Manuel, y María Cristina.
Fue socio del Club Deportivo Guadalajara y dentro de la institución practicó el deporte de tiro. También cumplió con varias funciones administrativas, una de éstas fue ser tesorero durante la presidencia de Pedro Ramírez, y cuatro años después logró ganar las elecciones presidenciales del club.
Se le definía como un hombre fuerte, de recia personalidad y con gran amor por la institución rojiblanca. Poco antes de su gestión se dio el ingreso del Guadalajara a la Liga Mayor y por consecuente al profesionalismo, este evento hizo que surgieran muchos problemas dentro de la institución, entre ellos la falta de dinero. López Hernández cubrió los gastos y pagó la cantidad de 10 mil pesos para poder consumar la inscripción a la liga. Fue en ese entonces cuando pronuncia su famosa frase: “Este club vencerá o morirá, hasta el final, a base del talento y el esfuerzo de once jugadores mexicanos”.
En 1944, se encargó de buscar el sitio idóneo para establecer las nuevas instalaciones del club, su propósito era comprar todo el terreno necesario para tener un verdadero club deportivo, y no volver a ser reubicados. Finalmente se decidió por adquirir unos terrenos ubicados en la entonces carretes a Colomos, hoy Colonia Providencia.
Se requería de todo el apoyo económico y moral de los socios, por lo que entre sustos y sobresaltos se fue enfrentando el reto de llevar a cabo los planes trazados. Una de las primeras tareas fue emparejar el predio, posteriormente se invitó al Arzobispo don José Garibi Rivera para la ceremonia de colocar la primera piedra y que bendijera el inicio de las obras. 
En un principio se tuvo que enfrentar a problemas de financiamiento y se decidió que lo primero en construir serían las canchas de fútbol y poco a poco se agregarían otras instalaciones, sociales y recreativas, de acuerdo a las posibilidades económicas. Mario Contreras Medellín fue el arquitecto que elaboró los primeros planos de dichas instalaciones.
López Hernández, además de aportar ideas, ofreció tiempo, dinero y esfuerzo e inclusive dejó cinco años su empresa para dedicarse completamente a la construcción y organización del Club Deportivo Guadalajara. Sin embargo, la mudanza terminó hasta el período de Federico González Obregón como presidente.
También fue presidente del Club de Leones de Guadalajara de 1961 a 1962 y fue socio fundador del Club Cinegético Jalisciense.